# Tropa de Elite 2: O Inimigo Agora É Outro
Tropa de Elite 2: O Inimigo Agora É Outro é um filme policial brasileiro de 2010, dirigido por José Padilha, que também escreveu seu roteiro, com Braulio Mantovani, e estrelado por Wagner Moura.
Os acontecimentos de Tropa de Elite 2 ocorrem treze anos após o primeiro.
 Um dos seus focos é o amadurecimento do Tenente-Coronel Nascimento, que lida com problemas com o filho, crescimento do BOPE e conflitos entre policiais e milícias] no Rio de Janeiro.  O diretor José Padilha aponta que o filme prevê a ligação entre segurança pública, financiamento de campanha e política. Além disso, uma rebelião em Bangu 1 é liderada por Beirada, personagem de Seu Jorge.
Lançado em 8 de outubro de 2010 no Brasil,  o filme se tornou o mais visto do cinema brasileiro em 7 de dezembro, com 11 milhões de espectadores, superando Dona Flor e Seus Dois Maridos (1976). 
Em 2011, venceu 9 das 16 categorias do Grande Prêmio do Cinema Brasileiro, incluindo melhor filme, direção e ator (Wagner Moura).  Foi o candidato brasileiro ao Óscar.

## Enredo
No filme, a narrativa se inicia com o Capitão Nascimento sofrendo um atentado, o que o leva a relembrar os eventos anteriores. Quatro anos antes, Nascimento e André Mathias, do BOPE, atuam em uma rebelião no presídio Bangu I. Mathias mata o líder do Comando Vermelho, Beirada, e é afastado do BOPE, tornando-se bode expiatório, enquanto Nascimento é promovido. Diogo Fraga, um professor de história e ativista de Direitos Humanos, casa-se com a ex-esposa de Nascimento e se elege deputado estadual.
Nascimento reestrutura o BOPE e combate o tráfico, mas a lacuna de poder é preenchida por milícias corruptas. O deputado Fraga tenta criar uma CPI contra as milícias, mas é impedido. O Governador do Rio de Janeiro e seus aliados, incluindo o Major Rocha, orquestram um falso roubo de armas para justificar uma invasão ao bairro Tanque e manipular as eleições. Mathias é reintegrado ao BOPE e lidera a operação, mas as armas não são encontradas e ele é assassinado por Rocha.
Uma jornalista descobre evidências da milícia e as reporta a Fraga, mas é morta. Nascimento, que monitorava Fraga, ouve a conversa e deduz que Fraga está em perigo. Fraga sofre um atentado, e Rafael, filho de Nascimento, é baleado. Nascimento entrega a Fraga um áudio incriminador que é divulgado, forçando a criação da CPI, mas Nascimento é exonerado. O filme culmina com Nascimento escapando de um atentado da milícia e depõe na CPI, acusando a cúpula do governo. Apesar das revelações, o governador é reeleito, e o sistema criminoso se mantém, apenas com novas lideranças. O filme termina com Fraga protestando e Nascimento ao lado de seu filho hospitalizado.

## Elenco
- Wagner Moura como Roberto Nascimento, agora Tenente-Coronel da Polícia Militar do Rio de Janeiro e Subsecretário de Inteligência da Secretaria de Segurança Pública do Rio de Janeiro.
- Irandhir Santos como Diogo Fraga, professor de História, depois deputado estadual.
- André Ramiro como Capitão André Mathias.[15]
- Milhem Cortaz como Coronel Fábio Barbosa, comandante do 18º Batalhão de Polícia Militar (PMERJ).
- Maria Ribeiro como Rosane, ex-esposa de Nascimento e agora casada com Fraga.[16]
- Sandro Rocha como Major Edivan Rocha, líder da milícia retratada no filme.[15]
- Tainá Müller como Clara Vidal, jornalista do Na Hora[17]
- Seu Jorge como Beirada, líder do Comando Vermelho em Bangu I.[10]
- André Mattos como Fortunato, Deputado Estadual e apresentador de programa de televisão.
- Adriano Garib como Guaracy, Secretário de Segurança Pública do Estado do Rio de Janeiro.
- Pedro Van-Held como Rafa Nascimento aos quinze anos.
- Emílio Orciollo Neto como Valmir Magalhães, coordenador da Subsecretaria de Inteligência, auxiliar de Nascimento.[18][19]
- Julio Adrião como Gelino, governador do Rio de Janeiro.
- Rodrigo Candelot como Formoso, Coronel da PM e Secretário de Inteligência.
- Charles Fricks como Vermont, assessor do Governador.
- Marcello Gonçalves como Gonçalves, Cabo da PM e comparsa de Rocha na milícia.
- Pierre Santos como Santos, Cabo da PM e comparsa de Rocha na milícia.
- Fabrício Boliveira como Roberto (Marreco), Soldado da PM e comparsa de Rocha na milícia.
- Francisco Chao como Nunes, Terceiro-Sargento da PM e comparsa de Rocha na milícia.
- William Vita como Aranha, responsável pela financeira da milícia.
- André Santinho como Major Renan (Bope).
- Zé Mario Farias como Felpa, traficante do bairro Tanque.
- Chico Mello como Qualé, líder do A.D.A em Bangu I.
- Ricardo Pavão como Valcir Cunha, Presidente da Alerj.
- Paulo Giardini como Camelo, chefe do jornal Na Hora.
- Juliana Schalch como Julia, amiga de Rafa.
- Alexandre Akerman como delegado do bairro Tanque.
- Roney Villela como comerciante espancado.
- Dudu Nobre como soldado do Bope.
- Samantha Mendes como apresentadora de telejornal.

## Produção

### Antecedentes e desenvolvimento
Depois do lançamento do primeiro filme, Tropa de Elite (2007), emissoras de televisão ficaram interessadas em transformar Tropa de Elite em uma série televisiva. Em 2008, foi anunciado que a Rede Globo havia conseguido os direitos para realizar esse projeto. Foi confirmado 5 episódios para a primeira temporada e uma previsão de lançamento para 2009. O ator André Ramiro, que interpreta o personagem André Matias, confirmou que seria o protagonista. No entanto, o projeto da série acabou sendo cancelado desde que o diretor José Padilha resolveu não assinar com a Globo; o motivo foi que ele queria ter controle total sobre a série e não chegou a um consenso com a emissora. Padilha disse, "A decisão final não ia ser minha porque nenhuma televisão, com toda a razão, faz uma série que ela não controla. Porque vai que o diretor é maluco... vai que é o Zé Padilha! Então chegava na hora e eu não conseguia assinar. Então, não fiz. Mas nesse processo fiquei pensando em que filme eu podia fazer."
A decisão de fazer o segundo filme de Tropa de Elite surgiu após várias reuniões entre Padilha, o ator Wagner Moura, o roteirista Braulio Mantovani, o ex-PM e também roteirista Rodrigo Pimentel, o montador Daniel Rezende e o produtor Marcos Prado, onde em conversas chegaram à conclusão de que eles "tinha mais o que falar". Padilha disse, "o Estado produz pessoas violentas no crime, produz policiais corruptos porque faltam jogadores. E daí ficamos com vontade de fazer o filme e veio a ideia do lançamento independente". Alguns elementos usados em Tropa de Elite 2 já estavam presentes nos tratamentos do roteiro que tinham sido feito para a cancelada série de televisão.

### Escolha do elenco e personagens
O primeiro membro confirmado do elenco foi Wagner Moura, que retorna como seu personagem Roberto Nascimento, que foi promovido de Capitão a Tenente-Coronel. Em Tropa de Elite 2, Nascimento tem 40 anos e está grisalho. André Ramiro também voltou a interpretar André Mathias; o ator foi treinado por profissionais da CATI-SWAT para comandar policiais durante o filme. O músico e ator Seu Jorge foi convidado por Padilha para atuar como um dos antagonistas dos policiais do filme, Beirada; o cantor organizou sua agenda de shows, de forma que pudesse gravar suas cenas para o filme. Maria Ribeiro também está de volta como Roseane, que não será mais casada com Nascimento, mas com um deputado de esquerda que discorda do modo de agir do ex-marido. Esse deputado seria interpretado por João Miguel, que desistiu de participar do filme; o ator que o substituiu foi Irandhir Santos, escolhido em uma oficina realizada por Fátima Toledo. Milhem Cortaz retorna como o corrupto Fábio Barbosa, agora promovido de Capitão a Coronel. Tainá Müller, que não estava no primeiro filme, vive Clara, que representa a imprensa no filme. O ator Emílio Orciollo Neto está no elenco como o policial administrativo Valmir. Sandro Rocha, que apareceu em poucas cenas no primeiro filme, tem um papel maior nesse, interpretando o Major Rocha, conhecido como Russo, que é chefe da milícia.
| “ | Tropa 2 é mais maduro, é mais bem filmado. Os personagens são mais bem construídos e isso se reflete no protagonista. Nascimento é muito mais consciente que no primeiro filme. | ” |

Além de Wagner Moura, André Ramiro, Maria Ribeiro, Milhem Cortaz e Sandro Rocha, também integraram o filme anterior e retornam neste Pierre Santos (Santos), Thogun (cabo Tião), Paulo Hamilton (soldado Paulo), André Santinho (major Renan), Ronaldo Reis (coronel Estêvão) e Márcio Fonseca (cabo Bruno). Outros membros do elenco são Fabricio Boliveira, Bruno D'Elia e Jovem Cerebral. O cantor Dudu Nobre fez uma pequena participação como soldado do BOPE. Segundo ele, que aparece doze quilos mais magro e sem óculos, esteve presente em várias cenas de tiroteio, mas "talvez as pessoas não me reconheçam de cara. [...] Sempre disse que faria parte do elenco do Bope. E as cenas são de ação, bem corridas, tem que ficar bem atento para me ver".

### Preparação do elenco
Entre novembro e dezembro de 2009, antes do início das filmagens de Tropa de Elite 2, os atores do elenco — exceto Maria Ribeiro, que estava grávida na época — passaram por um treinamento, comandado por Fátima Toledo. Parte do elenco também passou por um outro treinamento, que ocorreu em um sítio na Zona Oeste do Rio de Janeiro, com coordenação de Paulo Storani, consultor de segurança, e em parceria com membros de BOPE e da CATI. Sobre isso, André Ramiro falou, "Eles nos trataram como policiais de verdade. Não tinha estrelismo. Eu também tinha que falar ‘Não, senhor. Sim, senhor". Wagner Moura e Pedro Van Held passaram por um treinamento de jiu-jitsu com o lutador Rickson Gracie.
O treinamento realizado pelo elenco tem como objetivo tornar o filme mais realista, e os atores tiveram que aprender técnicas para o uso de armas e estratégias de ação em áreas de risco, além de passar por um melhoramento do condicionamento físico, com maior intensidade para aqueles que não estavam no primeiro filme.

### Filmagens
As filmagens de Tropa de Elite 2 foram iniciadas em 25 de janeiro de 2010, com a participação de oitenta policiais reais atuando como figurantes. Em 1 de fevereiro de 2010, foram realizadas gravações no Morro Dona Marta, em Botafogo, contando com o uso de dois helicópteros e armas, que fizeram com que moradores de bairros vizinhos pensassem que se tratava de um tiroteio real. Para a realização da filmagem das cenas que aconteceriam em Bangu 1, foram necessários 700 kg de pregos, 9 toneladas de ferro, 275 mil metros quadrados de compensado e 15 toneladas de cimento, erguidos por quarenta profissionais que trabalharam durante dois meses na construção do presídio de 500 metros quadrados, baseado nas anotações do diretor de arte Tiago Marques sobre Bangu 1, já que não foi permitido que tirasse fotografias do local.  As filmagens no presídio ocorreram durante os quatro dias do carnaval de 2010.
Uma das cenas do filme seria realizada na Câmara dos Deputados, mas a filmagem não foi permitida. A equipe produziu, então, um Conselho de Ética na Federação das Indústrias do Rio de Janeiro, e as gravações foram feitas em 15 de abril de 2010. As filmagens foram finalizadas nesse mesmo mês e o filme entrou em pós-produção.
Em agosto de 2010, foi divulgado que o ator Pedro Van-Held teria desmaiado durante uma cena que o personagem de Pedro leva um triângulo de pernas do personagem de Wagner Moura. No entanto, durante uma entrevista no mês seguinte Pedro relatou que quando sentiu que ia perder os sentidos pediu para Wagner parar e se levantou sozinho.
Niterói também serviu de locação ao filme. O fictício Hospital Beneditino foi gravado na sede da Ampla. São fictícios também o jornal "Na Hora", o partido político "PDB", o programa de TV "Mira Geral", a milícia "Patrulha da Justiça" e a financeira "BNG".

### Trilha sonora
A trilha sonora oficial do filme foi lançada em outubro de 2010, pela EMI Music, em parceria com a produtora Zazen. Suas faixas foram selecionadas pelo produtor musical Pedro Bromfman.
As dez faixas contidas no álbum, além das instrumentais de Pedro Bromfman e duas versões de "Tropa de Elite", foram confirmadas pela EMI antes do lançamento.

### Faixas
| N.º            | Título                     | Compositor(es)                                                             | Intérprete              | Duração |  |
| 1.             | "O Calibre"                | Herbert Vianna                                                             | Os Paralamas do Sucesso | 3:22    |  |
| 2.             | "Tropa de Elite"           | Egypcio                                                                    | Tihuana                 | 3:14    |  |
| 3.             | "Nascimento Sem Saída"     | Pedro Bromfman                                                             | Pedro Bromfman          | 2:10    |  |
| 4.             | "Que País É Este"          | Renato Russo                                                               | Legião Urbana           | 2:56    |  |
| 5.             | "Tribunal de Rua"          | Marcelo Falcão/Lauro Farias/Marcelo Lobato/DJ Negralha/Xandão/Marcelo Yuka | O Rappa                 | 4:21    |  |
| 6.             | "Milícia"                  | Pedro Bromfman                                                             | Pedro Bromfman          | 1:50    |  |
| 7.             | "Candidato Caô Caô"        | Pedro Butina / Walter Meninão                                              | Marcelo D2              | 3:03    |  |
| 8.             | "Quem É Ela"               | Dudu Nobre / Zeca Pagodinho                                                | Zeca Pagodinho          | 4:31    |  |
| 9.             | "Correndo Para O Hospital" | Pedro Bromfman                                                             | Pedro Bromfman          | 1:26    |  |
| 10.            | "Comboio do Terror"        | Egypcio                                                                    | Tihuana                 | 4:10    |  |
| 11.            | "Tá Tudo Errado"           | MC Leonardo                                                                | MC Leonardo e MC Júnior | 3:59    |  |
| 12.            | "Invasão do Dona Marta"    | Pedro Bromfman                                                             | Pedro Bromfman          | 1:59    |  |
| 13.            | "Zé do Caroço"             | Leci Brandão                                                               | Leci Brandão            | 3:25    |  |
| 14.            | "Brasil"                   | Cazuza / George Israel / Nilo Romero                                       | Cazuza                  | 3:10    |  |
| 15.            | "Brasília"                 | Pedro Bromfman                                                             | Pedro Bromfman          | 3:17    |  |
| 16.            | "Tropa de Elite 2010"      | Egypcio                                                                    | Tihuana                 | 3:16    |  |
| Duração total: | Duração total:             | Duração total:                                                             | Duração total:          | 50:09   |  |

## Lançamento

### Estratégia contra pirataria
Após o primeiro filme ter sido pirateado e assistido por milhões de pessoas antes de seu lançamento oficial, a equipe de Tropa de Elite 2 preparou uma estratégia para evitar que este filme também o fosse. Antes do início da produção, Marcos Prado informou, "Dessa vez vamos ter um esquema especial de segurança. Teremos uma equipe de segurança para monitorar a edição, transportar os rolos e acompanhar cada processo de produção. A matéria prima será preservada". José Padilha completou, "Não vamos terceirizar nenhum serviço. Vamos fazer toda a pós-produção na nossa produtora, dentro do nosso caveirão".
Usando "Crime organizado" como um título falso, o roteiro foi enviado para a Agência Nacional do Cinema e foi impresso com tinta vermelha, para impedir que fosse feita uma fotocópia. A equipe de produção do filme alugou um apartamento, monitorado por câmeras, onde foi feita a edição. Quatro pessoas tinham acesso ao local, apenas através de senhas, e não havia meios de utilizar internet. Outra estratégia anti-pirataria tomada pela equipe foi a colocação de códigos nas cópias do filme enviadas para os cinemas; dessa forma, se alguma delas fosse filmada, saberiam de que cinema seria a cópia. A edição final das imagens, ainda sem o som, foi colocada em um cofre de banco. Policiais militares paulistas também ajudaram a evitar que o material vazasse.

### Recepção da crítica
Tropa de Elite 2 recebeu críticas geralmente positivas. Em uma resenha escrita para o Portal G1, Luciano Trigo afirmou que o filme é um "tapa na cara do espectador" e que tem "um roteiro muito mais ambicioso que o original". Segundo Trigo, o diretor José Padilha conseguiu escapar das "armadilhas" na continuação, como "repetir uma fórmula de sucesso, ou ceder à pressão patrulheira dos que classificaram o primeiro filme como 'fascista'", e foi "ainda mais fundo no retrato realista e duro da realidade social do Rio de Janeiro, esgarçada pela violência e pela corrupção em suas variadas formas". No UOL, Alessandro Giannini elogiou a interpretação de Wagner Moura e afirmou que esse filme é mais "consistente e coeso" que o primeiro e que "não há espaço para dúvidas ou ambiguidades".
Carla Navarrete escreveu no Yahoo! que "a trama é muito mais complexa [que a do primeiro filme], assim como a mão de Padilha na direção está bem mais firme. Já Wagner Moura está mais afinado do que nunca com seu personagem. Envelhecido, seu Nascimento traz uma expressividade dramática de esfriar a espinha". Marcelo Forlani do site Omelete, avaliou o filme com quatro "ovos", em um máximo de cinco, dizendo que "'Tropa 2' continua violento, continua polêmico, continua pingando limão na ferida" e que "os momentos de alívio cômico só funcionam tão bem porque o restante do filme é bastante recheado de ação e tensão". No MSN, Karen Lemos escreveu que "'Tropa 2' inverte os papéis estabelecidos do primeiro longa: no lugar dos bandidos, a polícia; e no lugar da lei, a corrupção" e que apresenta "sequências de operações policiais de tirar o fôlego"; ela concluiu que o filme "não decepciona. Ação, sangue e violência à vontade, como manda a fórmula bem-sucedida que se estabeleceu em 2007, quando 'Tropa de Elite' chegou aos cinemas. [...] Com menos bordões que o primeiro, e com pitadas de humor-negro que nem sempre funcionam, a sequência dá um pulo e evolui na hora de apontar problemas mais sérios". O crítico Roberto Cunha postou no portal AdoroCinema que a "sequência se mantém fiel, com cenas de violência e pontos consagrados junto ao público, que será seduzido por frases curtas e de bom efeito do "capitão", e ainda se deliciar novamente com as muitas expressões com vocação para bordões como as pérolas 'roubo zero', 'taxa do eu sei', entre outras, mais pornográficas, porém divertidas". Ele deu o máximo de cinco estrelas para o filme.
O jornalista André Forastieri, em seu blog para o portal de notícias R7, se mostrou decepcionado com o resultado final, no entanto: "Claro que um filme não é uma tese acadêmica, nem precisa ser uma peça de propaganda, ou dar contas de todas as questões brasileiras – só se ele se propuser a ser tudo isso. O filme enfim verga sob o peso duplo de sua ambição e indecisão. As pessoas que habitam 'Tropa de Elite 2' soam pessoas, não personagens. Os atores estão uniformemente bem. Wagner Moura brilha. Os diálogos cintilam. Mas os momentos mais poderosos são amortecidos pela discurseira sem fim. E o sentimento cumulativo é de impotência. Como quase toda sequência, esta não escapa de diminuir o valor do original".
No site americano Rotten Tomatoes o filme tem uma aprovação de 93%.

### Prêmios e Indicações
| Ano  | Prêmio                                                            | Categoria                                                        | Indicados | Resultado | Ref.   |
| ---- | ----------------------------------------------------------------- | ---------------------------------------------------------------- | --- | --------- | ------ |
| 2011 | 10º Grande Prêmio do Cinema Brasileiro                            | Melhor Som                                                       | Alessandro Laroca, Armando Torres Jr. e Leandro Lima | Venceu    | [ 14 ] |
| 2011 | 10º Grande Prêmio do Cinema Brasileiro                            | Melhor Montagem: Ficção                                          | Daniel Rezende | Venceu    | [ 14 ] |
| 2011 | 10º Grande Prêmio do Cinema Brasileiro                            | Melhor Fotografia                                                | Lula Carvalho | Venceu    | [ 14 ] |
| 2011 | 10º Grande Prêmio do Cinema Brasileiro                            | Melhor Ator Coadjuvante                                          | André Mattos | Venceu    | [ 14 ] |
| 2011 | 10º Grande Prêmio do Cinema Brasileiro                            | Melhor Roteiro Original                                          | José Padilha | Venceu    | [ 14 ] |
| 2011 | 10º Grande Prêmio do Cinema Brasileiro                            | Melhor Ator                                                      | Wagner Moura | Venceu    | [ 14 ] |
| 2011 | 10º Grande Prêmio do Cinema Brasileiro                            | Melhor Direção                                                   | José Padilha | Venceu    | [ 14 ] |
| 2011 | 10º Grande Prêmio do Cinema Brasileiro                            | Melhor Longa-Metragem de Ficção                                  | Tropa de Elite 2: O Inimigo Agora É Outro | Venceu    | [ 14 ] |
| 2011 | 10º Grande Prêmio do Cinema Brasileiro                            | Voto Popular - Melhor Longa-Metragem Nacional                    | Tropa de Elite 2: O Inimigo Agora É Outro | Venceu    | [ 14 ] |
| 2011 | 10º Grande Prêmio do Cinema Brasileiro                            | Melhor Direção de Arte                                           | Tiago Marques Teixeira | Indicado  | [ 60 ] |
| 2011 | 10º Grande Prêmio do Cinema Brasileiro                            | Melhor Figurino                                                  | Cláudia Kopke | Indicado  | [ 60 ] |
| 2011 | 10º Grande Prêmio do Cinema Brasileiro                            | Melhor Maquiagem                                                 | Martín Macías Trujillo | Indicado  | [ 60 ] |
| 2011 | 10º Grande Prêmio do Cinema Brasileiro                            | Melhor Trilha Sonora Original                                    | Pedro Bromfman | Indicado  | [ 60 ] |
| 2011 | 10º Grande Prêmio do Cinema Brasileiro                            | Melhores Efeitos Especiais                                       | Bruno Van Zeebroeck | Indicado  | [ 60 ] |
| 2011 | 10º Grande Prêmio do Cinema Brasileiro                            | Melhores Efeitos Especiais                                       | Andre Waller | Indicado  | [ 60 ] |
| 2011 | 10º Grande Prêmio do Cinema Brasileiro                            | Melhor Ator Coadjuvante                                          | André Ramiro | Indicado  | [ 60 ] |
| 2011 | 10º Grande Prêmio do Cinema Brasileiro                            | Melhor Ator Coadjuvante                                          | Irandhir Santos | Indicado  | [ 60 ] |
| 2011 | 10º Grande Prêmio do Cinema Brasileiro                            | Melhor Atriz Coadjuvante                                         | Tainá Müller | Indicado  | [ 61 ] |
| 2011 | Cineport - Festival de Cinema de Países de Língua Portuguesa 2011 | Prêmio Andorinha Longa de Melhor Produtor                        | José Padilha e Marcos Prado | Venceu    | [ 62 ] |
| 2011 | Cineport - Festival de Cinema de Países de Língua Portuguesa 2011 | Melhor Roteiro                                                   | Bráulio Mantovani e José Padilha | Venceu    | [ 62 ] |
| 2011 | Cineport - Festival de Cinema de Países de Língua Portuguesa 2011 | Melhor Fotografia                                                | Lula Carvalho | Venceu    | [ 62 ] |
| 2011 | Cineport - Festival de Cinema de Países de Língua Portuguesa 2011 | Melhor Ator                                                      | Wagner Moura | Venceu    | [ 62 ] |
| 2011 | 6º Prêmio Contigo de Cinema Nacional                              | Melhor Filme: Júri especializado                                 | "Tropa de Elite 2" | Venceu    | [ 63 ] |
| 2011 | 6º Prêmio Contigo de Cinema Nacional                              | Melhor Ator: Júri popular                                        | Wagner Moura | Venceu    | [ 63 ] |
| 2011 | 6º Prêmio Contigo de Cinema Nacional                              | Melhor Ator Coadjuvante: Júri especializado                      | Irandhir Santos | Venceu    | [ 63 ] |
| 2011 | 6º Prêmio Contigo de Cinema Nacional                              | Melhor Diretor                                                   | José Padilha | Venceu    | [ 63 ] |
| 2011 | 6º Prêmio Contigo de Cinema Nacional                              | Melhor Roteiro                                                   | José Padilha e Bráulio Montovani | Venceu    | [ 63 ] |
| 2011 | 6º Prêmio Contigo de Cinema Nacional                              | Melhor Fotografia                                                | Lula Carvalho | Venceu    | [ 63 ] |
| 2011 | 6º Prêmio Contigo de Cinema Nacional                              | Melhor Ator: Júri especializado                                  | Wagner Moura | Indicado  | [ 61 ] |
| 2011 | Prêmio APCA                                                       | Melhor Ator                                                      | Wagner Moura | Venceu    | [ 64 ] |
| 2011 | Prêmio ABC                                                        | Melhor Edição                                                    | Daniel Rezende | Venceu    | [ 61 ] |
| 2011 | Prêmio ABC                                                        | Melhor Som                                                       | Armando Torres Jr., Alessandro Laroca e Leandro Lima | Venceu    | [ 61 ] |
| 2011 | NBR Award                                                         | Top Five Foreign Language Films (5 Melhores Filmes Estrangeiros) | Tropa de Elite 2 | Venceu    | [ 65 ] |
| 2011 | Festival de Havana                                                | Prêmio Coral de Direção (melhor Direção)                         | José Padilha | Venceu    | [ 66 ] |
| 2011 | Festival de Havana                                                | Prêmio Coral de Edição (Melhor Edição)                           | Daniel Rezende | Venceu    | [ 66 ] |
| 2011 | Festival de Havana                                                | Special Jury Prize (Prêmio Especial do Júri) - Melhor Filme      | Tropa de Elite 2, de José Padilha | Venceu    | [ 66 ] |
| 2012 | Motion Picture Sound Editors, (MPSE)                              | Melhor Edição de Som em Filme Estrangeiro                        | Andressa Cor, Lilian Nakahodo, Anderson Tieta, Henrique Bertol, Andre Azoubel, Priscila Pereira, Alessandro Laroca, Roger Hands, Eduardo Virmond Lima, Débora Opolski | Indicado  | [ 67 ] |
| 2012 | Golden Trailer Awards                                             | Melhor Trailer de Ação de um Filme Estrangeiro                   | Flatiron | Venceu    | [ 68 ] |

## Bilheteria
Tropa de Elite 2 bateu recorde de bilheteria nacional, com mais de 1,25 milhão de espectadores em seu primeiro final de semana. Essa abertura foi a quinta maior da história brasileira e a maior do ano e de um filme nacional, até então. Duas semanas após sua estréia, havia sido visto por 4,14 milhões de pessoas nos cinemas brasileiros, arrecadando cerca de R$40 milhões. Na terceira semana, acumulou R$57 milhões, com um público de 5,9 milhões, conseguindo ser o terceiro filme nacional mais visto da história do país - ficando atrás de A Dama do Lotação (1978), com 6,5 milhões, e do primeiro lugar Dona Flor e Seus Dois Maridos (1976), que teve 10,7 milhões. No total, 736 salas em todo o Brasil exibiram o longa, com 331 ainda exibindo no início de dezembro de 2010.
Cinco semanas após a estréia, dia 8 de outubro, o filme obteve 9,6 milhões de espectadores, ultrapassando o público de 9,1 milhões que assistiu a Avatar, de James Cameron. Tropa de Elite 2 superou também o filme A Era do Gelo 3, que alcançou 9,2 milhões de espectadores, tornando-se a bilheteria mais bem sucedida no Brasil dos últimos doze anos. Com esses resultados, o filme ficou apenas atrás de clássicos como Titanic, de 1998, com 16 milhões, e de Dona Flor e seus dois maridos, de 1976, com 10,8 milhões. Porém, em 7 de dezembro, Tropa de Elite 2 conseguiu ser o filme nacional mais visto da história do país, quando chegou a marca de 10.736.995 espectadores, superando assim o filme Dona Flor e Seus Dois Maridos. Esse desempenho permitiu que o ano de 2010 fosse o ano mais rentável para os cinemas brasileiros, pois ultrapassaram a marca dos 22 milhões de espectadores, alcançada em 2003.
Nas pré-vendas também foi um recorde, em termos de filmes nacionais nos Cinemas Severiano Ribeiro/Kinoplex, com vendagem de mais de 50.600 ingressos antecipados, sendo a maior marca já registrada pela empresa.

### DVD e Blu-ray
O filme foi disponibilizado no Brasil nos formatos DVD e Blu-ray para locação no dia 10 de fevereiro de 2011 e para compra em maio do mesmo ano, distribuído pela Vinny Filmes.
Em 7 de março de 2013, a Paramount e a Universal divulgaram que Tropa de Elite seria relançado nas lojas em uma edição especial: uma lata com os dois filmes de Tropa de Elite em discos distintos, com extras nos discos de seus respectivos filmes. Essa edição foi lançada em DVD e Blu-ray em 30 de maio de 2013.

### Exibição na TV
Entre os dias 2 de setembro de 2012 e 31 de janeiro de 2013, "Tropa 2" foi o filme campeão de reprises na TV fechada (23 vezes, somando-se as exibições no Telecine Action e no Megapix).
No dia 1º de abril de 2013, o filme foi exibido pela primeira vez na TV aberta do Brasil. A Rede Globo o exibiu na Tela Quente, e alcançou 22 pontos de audiência, liderando o horário e igualando o recorde da própria Tela Quente.

## Continuação
Em uma entrevista coletiva após a exibição de Tropa de Elite 2 no Festival de Berlim, José Padilha foi questionado sobre uma possível sequência. Ele descartou a possibilidade de rodar um Tropa de Elite 3. "Já contei tudo o que queria dizer sobre a violência", declarou o diretor. Já Wagner Moura tem levantado a possibilidade de que um terceiro filme seja realizado sem o personagem por ele interpretado. "Há possibilidades de existir um novo Tropa de Elite, mas sem ele. O Capitão Nascimento não tem mais para onde ir em termos de dramaturgia, por mais dinheiro que possa gerar", declarou o ator em entrevista à revista GQ de setembro.